# Vaire-sous-Corbie
Vaire-sous-Corbie là một xã ở tỉnh Somme, vùng Hauts-de-France, Pháp.

## Địa lý
Thị trấn này có cự ly khoảng 11 dặm Anh về phía đông của Amiens, trên đường D71 và hai bên bờ Sông Somme.

## Dân số
| 1962                                                  | 1968 | 1975 | 1982 | 1990 | 1999 |
| ----------------------------------------------------- | ---- | ---- | ---- | ---- | ---- |
| 184                                                   | 187  | 189  | 194  | 232  | 263  |
| Số liệu dân số từ năm 1962, dân số không tính hai lần |      |      |      |      |      |